# Liebenwalde
Liebenwalde – miasto w Niemczech w kraju związkowym Brandenburgia, w powiecie Oberhavel. 31 grudnia 2008 r. miasto zamieszkiwało 4458 osób.

## Geografia
Liebenwalde leży ok. 16 km na północ od Oranienburga, na trasie drogi krajowej B167.

## Dzielnice miasta

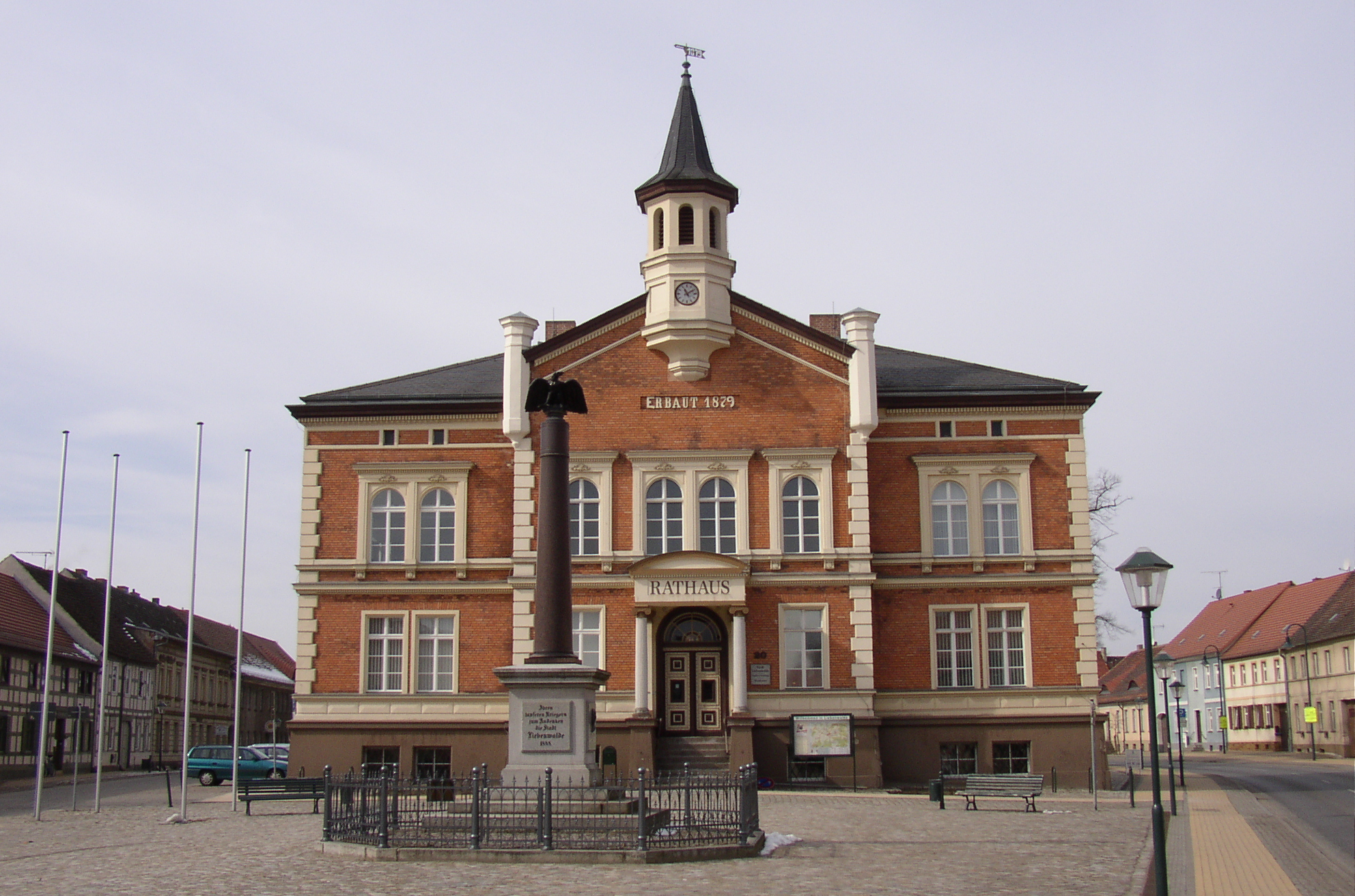
Ratusz

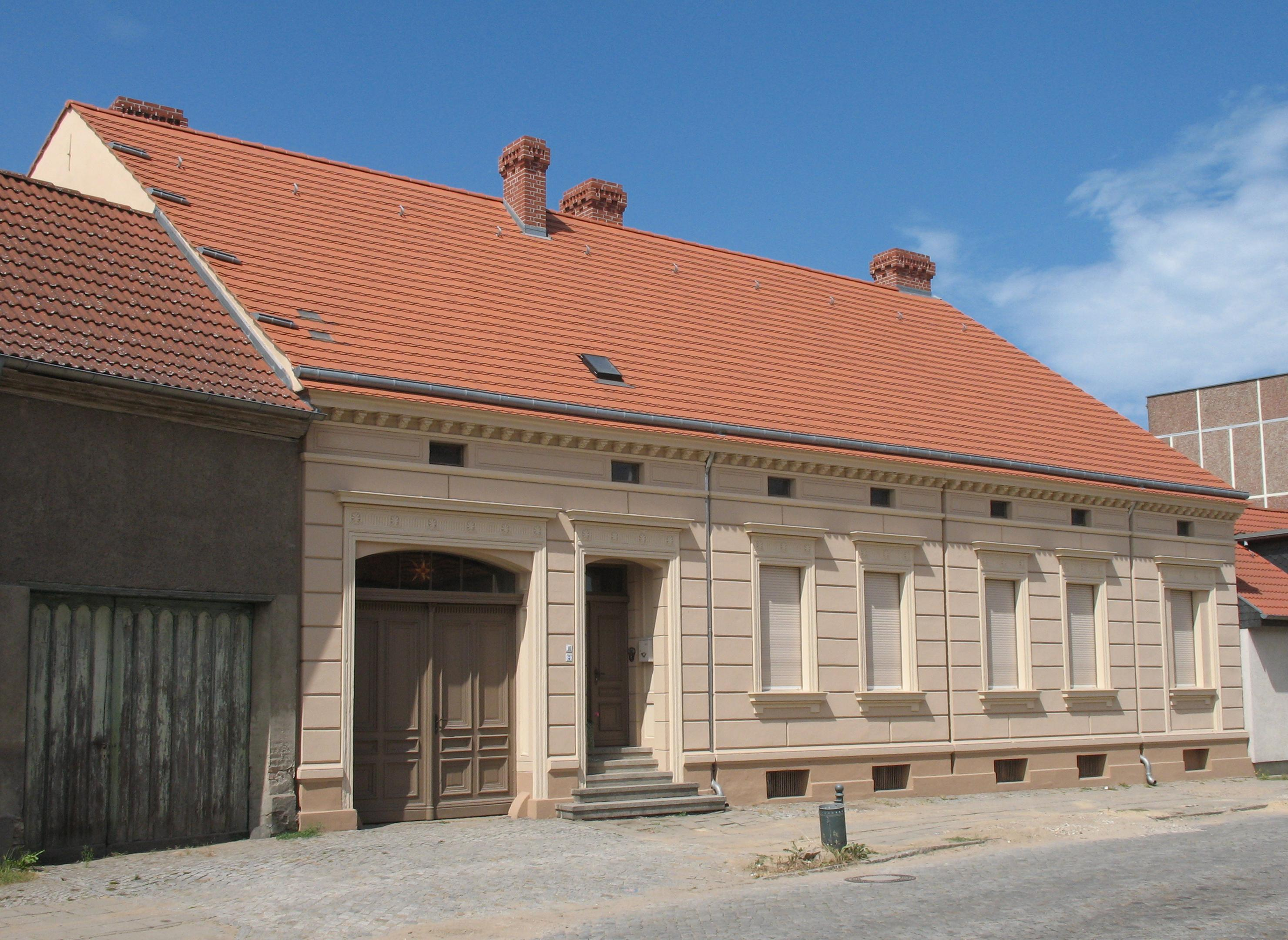
Zehdenicker Str.

- Freienhagen
- Hammer
- Kreuzbruch
- Liebenthal
- Neuholland